# Cellaria harmelini
Cellaria harmelini is een mosdiertjessoort uit de familie van de Cellariidae. De wetenschappelijke naam van de soort is voor het eerst geldig gepubliceerd in 1973 door d'Hondt.